# Éclipse lunaire du 21 décembre 2010
| Éclipse totale de Lune du 21 décembre 2010 | Éclipse totale de Lune du 21 décembre 2010 |
| --- | ------------------------------------------ |
| Photo prise de Miami, en Floride à 07:52 UTC. La couleur rougeâtre de la Lune serait due aux poussières de l'éruption du volcan Merapi en Indonésie le 26 octobre. |                                            |
| Gamma | 0,3213                                     |
| Magnitude |                                            |
| Localisation | Océan Pacifique                            |
| Saros (membre de la série) | 125 (48 sur 72)                            |
| Durée (h:min:s) |                                            |
| Totalité | 1 h 12 min 21 s                            |
| Phases partielles | 3 h 28 min 41 s                            |
| Phases pénombrales | 5 h 35 min 7 s                             |
| Contacts (UTC) |                                            |
| P1 | 5:29:21                                    |
| U1 | 6:32:38                                    |
| U2 | 7:40:48                                    |
| Maximum | 8:16:57                                    |
| U3 | 8:53:09                                    |
| U4 | 10:01:19                                   |
| P4 | 11:04:28                                   |
| |                                            |

L'éclipse lunaire du 21 décembre 2010 est une éclipse lunaire totale. Elle s'est produite de 5 h 29 à 11 h 4 UTC le 21 décembre, coïncidant avec la date du solstice d'hiver de l'hémisphère nord.
Elle était visible dans son intégralité comme une éclipse lunaire totale en Amérique du Nord et du Sud, l'Islande et le nord de la Scandinavie.

## Particularités
L'éclipse de décembre 2010 a été la première éclipse lunaire totale en près de trois ans, depuis celle de février 2008. 

Elle est la deuxième éclipse de Lune en 2010. La première était une éclipse partielle de Lune le 26 juin 2010.
Cette éclipse lunaire totale a été la première à se produire le jour du solstice d'hiver boréal (solstice d'été austral) depuis le 21 décembre 1638, et seulement la deuxième dans l'ère commune. La prochaine aura lieu le 21 décembre 2094.[réf. souhaitée] 

La prochaine, suivant le cycle métonique, est attendue pour le 20 décembre 2029.[réf. souhaitée]
L'éclipse solaire qui lui est consécutive est partielle et a lieu le 4 janvier 2011 ; elle a été visible en Europe, Afrique du Nord et dans l'ouest de l'Asie.

## Visibilité depuis laTerre

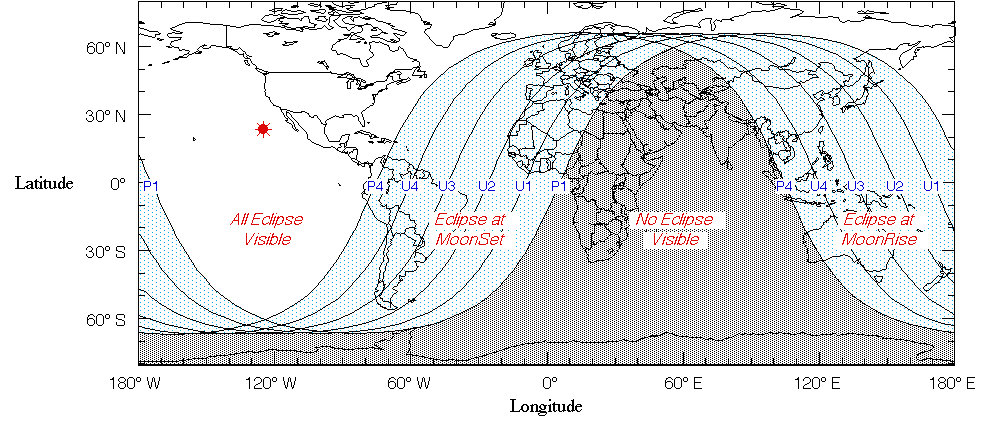
Zones de visibilité de l'éclipse.

- le phénomène a été visible comme une éclipse lunaire totale en Amérique du Nord et du Sud, le 21 décembre de 5 h 29 à 11 h 4 (temps UTC), mais les observateurs de la côte ouest de l'Amérique du Sud n'ont pu en voir la fin, survenue après le coucher de la Lune.
- les observateurs européens n'ont pu observer le phénomène correctement que sous les plus hautes latitudes (nord de la Scandinavie).
- en Afrique, Moyen-Orient et Asie centrale, l'éclipse a été peu visible ou invisible.
- au Japon et aux Philippines le phénomène est apparu comme une éclipse partielle, visible juste après le coucher du soleil.

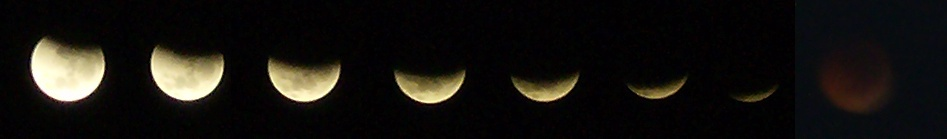
Progression vue depuis São Paulo, Brésil.

Panorama du ciel durant l'éclipse lunaire du 21 décembre 2010, vu du site de l'observatoire du Cerro Paranal, au Chili. Le disque rougeâtre de la Lune se voit sur la droite de l'image.